# Milka Šobar
Milka Šobar s psevdonimom Nataša, slovenska partizanska kurirka, obveščevalka in politična komisarka čete ter narodna herojinja, * 29. december 1922, Gornje Laze, † 17. avgust 1943, padla v boju pri Sv. Križu nad Litijo.
Bila je članica KPS od leta 1942. Za narodnega heroja je bila proglašena 20. decembra 1951. Po njej se danes imenuje Osnovna šola Milke Šobar Nataše v Črnomlju. 